# Carl-Johan Björkander
Carl-Johan Björkander, född 10 juni 1888 i Hörsne, Gotlands län, död 2 juli 1971 i Östergarns församling, var en svensk präst.

## Biografi
Björkander var son till folkskolläraren Carl Julius Björkander och Augusta Hallberg. Efter studier vid Fjellstedtska skolan tog han studentexamen 1910. Han tog teol.fil. examen 1910 och blev teol.kand. i Uppsala 1915. Björkander prästvigdes i Uppsala 1915.  Han fick missiv till Tensta församling och blev komminister i Hamra församling 1916 samt i Los församling 1916–1920. Björkander var kyrkoherde i pastoratet Östergarn, Ardre och Gammelgarn 1920–1959 samt blev prost 1950. Han var ledamot av Allmänna svenska prästföreningens centralstyrelse 1935–1953, kyrkomötena 1941, 1946, 1948, 1951, 1953, Visby domkapitel 1944–1954, ecklesiastika boställsnämnden i Visbys första distrikt 1928 (ordförande 1939) och andra distriktet 1942–1957 (ordförande 1944–1957). Han hade även kommunuppdrag. Björkander pensionerades 1959.
Björkander gifte sig 1916 med Elin Dorothea (Thea) Wallbom (1893–1961), dotter till godsarrendatorn Gustaf Wallbom och Johanna Rosengren. Han var far till Carl-Johan (född 1917), Ingrid (Inga-Britta) Brita Charlotta (född 1918) och Per Göran (född 1925). Makarna Björkander är begravda på Östergarns kyrkogård.

## Utmärkelser
- Ledamot av Vasaorden (LVO) [1]